# Златно (Злате Моравце)
Златно (слч. Zlatno) насељено је мјесто са административним статусом сеоске општине (слч. obec) у округу Злате Моравце, у Њитранском крају, Словачка Република.

## Становништво
| Година:    | 1994. | 2004.    | 2014.    | 2024.    |
| ---------- | ----- | -------- | -------- | -------- |
| Број људи: | 289   | 254      | 225      | 200      |
| Разлика:   |       | -12,11 % | -11,41 % | -11,11 % |

| Година:    | 2023. | 2024.   |
| ---------- | ----- | ------- |
| Број људи: | 190   | 200     |
| Разлика:   |       | +5,26 % |

Према подацима о броју становника из 2011. године насеље је имало 224 становника.